# Albe Vidaković
Albe Vidaković (* 1. Oktober 1914 in Subotica; † 18. April 1964 in Zagreb) war jugoslawischer Pfarrer, Komponist und Musikwissenschaftler aus der Batschka (heute Vojvodina, Serbien).

## Leben
Seine Ausbildung genoss er in Rom, seine Karriere machte er in Zagreb. Er schrieb einige Werke und reformierte so die bis dahin übliche Kirchenmusik. Auch war er der Gründer der Schule für Kirchenmusik in Zagreb. Er starb im Alter von 49 Jahren an einem Herzinfarkt.

## Werke
- Gregoriana
- Caeciliana
- Dreistimmige altslawische Messe (Istarska)
- Gospode duša
- Anklage im Tempel (Oratorium)
- Melodie des Liedes Mädchen, du, in Israel von Diethard Zils

## Institutionen
- Ihm zu Ehren trägt der Chor der Basilika der Heiligen Teresia in Subotica seinen Namen.
- Nach ihm wurde das Institut für Kirchenmusik an der Theologischen Fakultät in Zagreb benannt („Institut für Kirchenmusik Albe Vidaković“).